# Валкиаярви (озеро, Лоймольское сельское поселение, северное)
Ва́лкиая́рви (Валкиа-лампи; фин. Valkiajärvi) — озеро на территории Лоймольского сельского поселения Суоярвского района Республики Карелия.

## Общие сведения
Площадь озера — 0,9 км². Располагается на высоте 103,0 метров над уровнем моря.
Форма озера продолговатая: вытянуто с северо-запада на юго-восток. Берега каменисто-песчаные.
Из юго-восточной оконечности озера вытекает ручей Валкиаоя (фин. Valkiaoja), втекающий в озеро Салменъярви, через которое протекает река Уксунйоки.
В озере расположены два достаточно крупных по площади, в масштабах озера, острова без названия.
Населённые пункты возле озера отсутствуют. Ближайший — посёлок Райконкоски — расположен в 2,5 км к ЮЮВ от озера.
Название озера переводится с финского языка как «белое озеро».
Код объекта в государственном водном реестре — 01040300211102000013926.

## Панорама

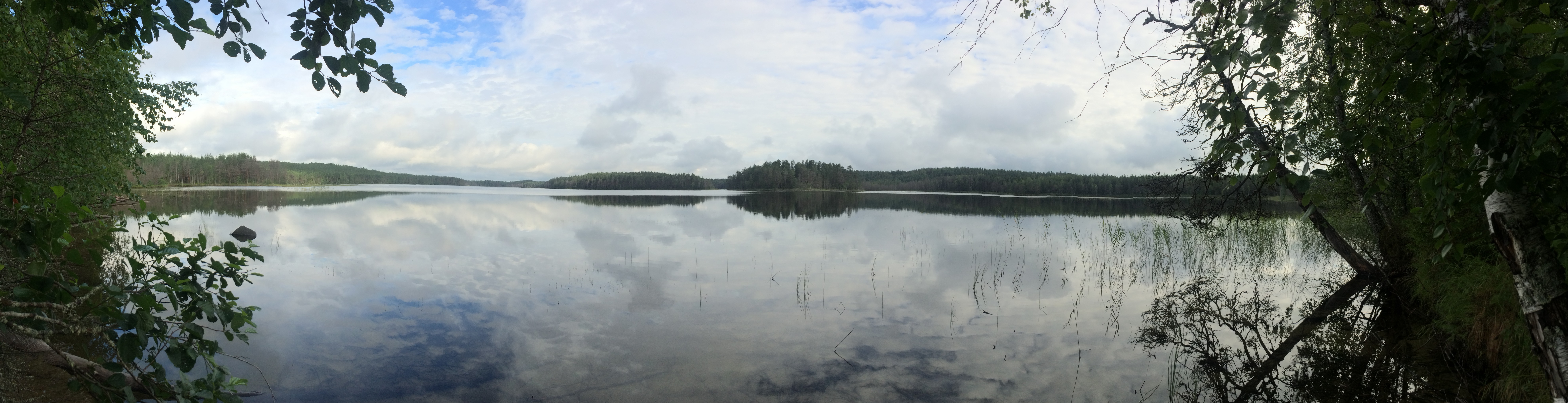
Панорама